# Saint-Luc
Saint-Luc è un comune francese di 251 abitanti situato nel dipartimento dell'Eure, nella regione della Normandia.

## Società

### Evoluzione demografica
Abitanti censiti